# .lu
.lu — в Інтернеті, національний домен верхнього рівня (ccTLD) для Люксембургу.

## Домени 2-го та 3-го рівнів
В цьому національному домені нараховується близько 4,330,000 вебсторінок (станом на січень 2007 року).
У наш час використовуються та приймають реєстрації доменів 3-го рівня такі доменні суфікси (відповідно, існують такі домени 2-го рівня):
| Суфікс  | Регламентовані користувачі          |
| .org.lu | Неприбуткові, неурядові організації |
| .web.lu | Вебмайданчики                       |